# Kasteel Pecsteen

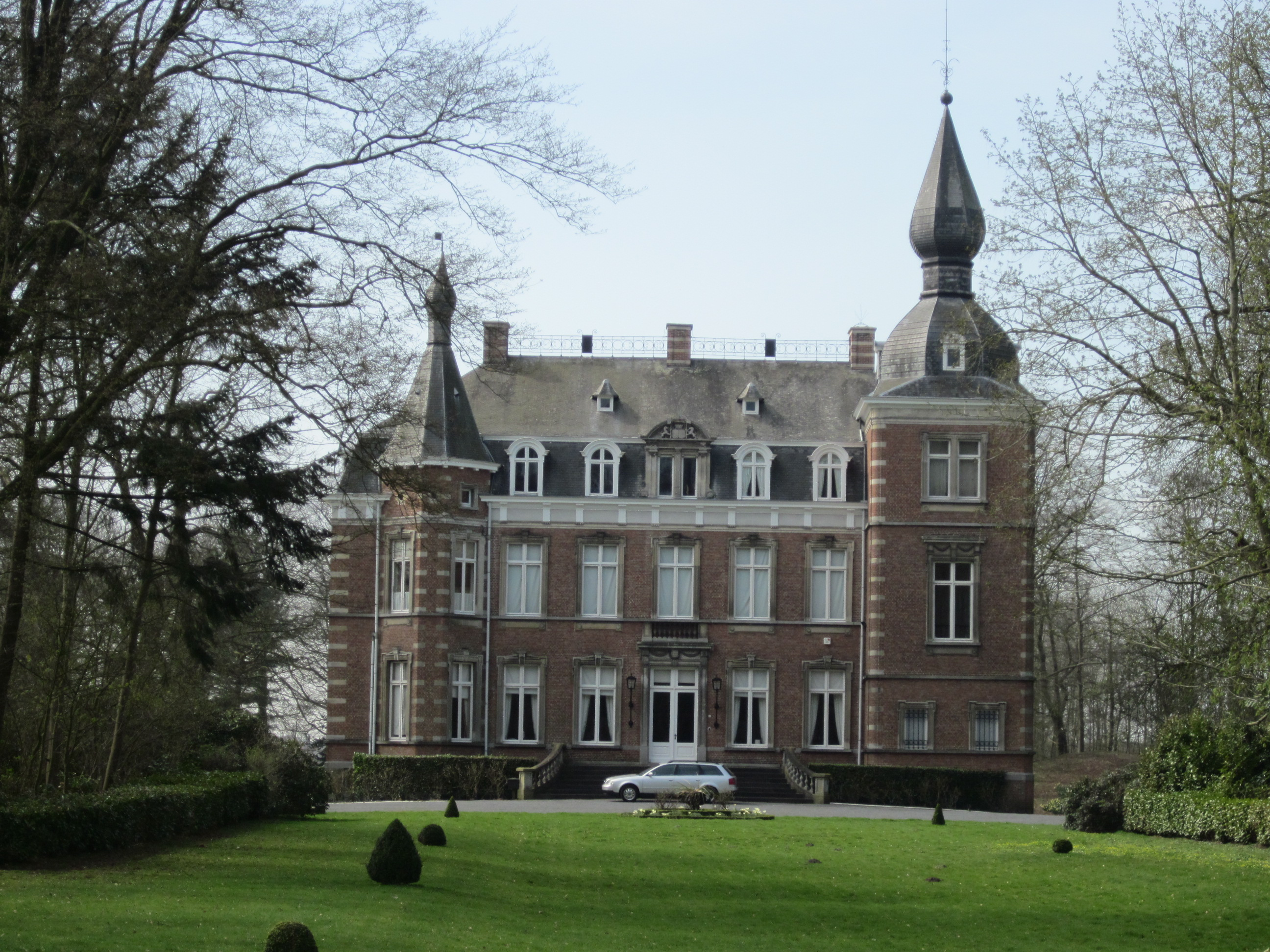
Kasteel Pecsteen

Kasteel Pecsteen is een kasteel in de tot de West-Vlaamse gemeente Oostkamp behorende plaats Ruddervoorde, gelegen aan de Hillestraat 41.

## Geschiedenis
Begin 18e eeuw was waarschijnlijk de eerste bebouwing op deze plaats. Er was omstreeks 1725 sprake van een speelhuys dat omgracht was en ook stallingen en schuren, en een boomgaard en moestuin. Het is dan eigendom van advocaat Charles Martin de Cuyper. Via verkoop kwam het uiteindelijk in 1783 aan Charles-Jean Dhont, een ondernemer en notabele. In 1798 kwam het door erfenis in bezit van Anne-Marie Dhont, welke in 1800 trouwde met Jacques-Philippe Pecsteen. Zo kwam het goed in handen van de familie Pecsteen.
In 1815 werd het huis met drie torens uitgebreid. Van 1900-1906 werd het herbouwd naar ontwerp van Stephan Mortier. In 1901 kwam het kasteel in bezit van Raymond Pecsteen-de Meester.

## Gebouw
Het kasteel is gebouwd in oranje baksteen en het heeft een mansardedak en een rechthoekige plattegrond. Het is in Vlaamse neorenaissancestijl gebouwd. Rechts van de voorgevel bevindt zich een ingebouwde hoektoren op vierkante plattegrond. Links van de voorgevel is een half ingebouwde, kleinere toren te zien.

## Park
Midden 18e eeuw bestond een meer formele parkindeling die in de loop van de 19e eeuw evolueerde naar een meer landschappelijke stijl. In 1904 vond herstructurering van de centrale parkaanleg plaats door Jules Buyssens. Een grot en een ijskelder zijn nog bewaard gebleven.
Langs het domein stroomt de Waardammerbeek.